# Good Morning America
Good Morning America (deutsch „Guten Morgen Amerika“) ist eine Nachrichtensendung aus den Vereinigten Staaten. Die Sendung wird vom Network ABC produziert und ausgestrahlt und läuft jeden Morgen werktags. Seit 2004 existiert auch eine Wochenendausgabe mit dem Namen Good Morning America Weekend. Die Sendung besteht aus Nachrichten, Wettervorhersagen, Interviews und speziellen Nachrichtengeschichten. Die Sendung wird live aus den Times Square Studios in New York City übertragen. Good Morning America wird von den drei Hauptmoderatoren Robin Roberts, George Stephanopoulos, Lara Spencer und von den zwei Co-Moderatoren Amy Robach und Ginger Zee moderiert.

## Geschichte

### Die ersten Jahre

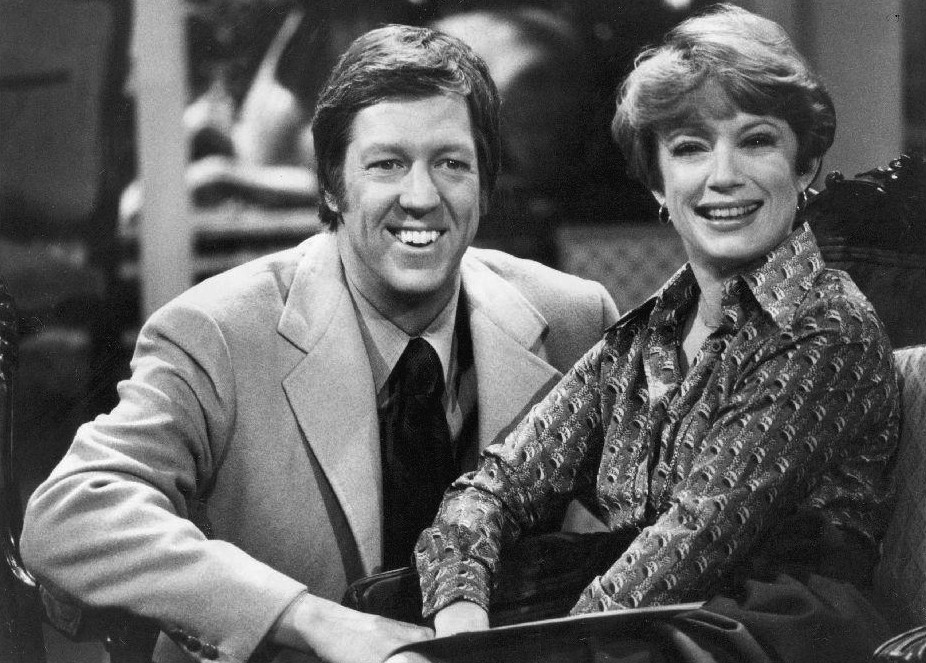
Das erste Moderatorenteam David Hartman und Nancy Dussault

Am 6. Januar 1975 startete ABC als zweiter TV-Sender Amerikas ein Frühstücksfernsehen mit dem Namen AM America, um gegen das bereits bestehende Frühstücksfernsehen Today Show zu kämpfen. AM America brachte nie die gewünschten Einschaltquoten deshalb suchte man schnell einen Ersatz, man fand diesen bei einem Lokalensender der ein eigenes Frühstücksfernsehen mit dem Namen The Morning Exchange ausstrahlte. Anders als bei der Today Show und AM America wurden bei The Morning Exchange Nachrichten nur in leichter Form präsentiert, und das nur zu jeder vollen Stunde, außerdem übertrug man die Sendung nicht aus einem Nachrichtenstudio, sondern aus einem Wohnzimmer ähnlichen Studio.
Im November 1975 wurde AM America abgesetzt und ersetzt durch Good Morning America mit den Moderatoren David Hartman und Nancy Dussault.

### 1976–1998 Wachstumsphase, Aufstieg und Niedergang

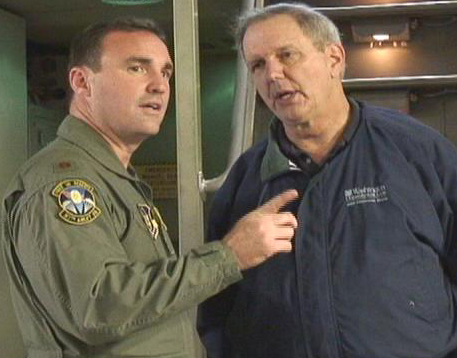
Charles Gibson (rechts) fungierte ganze 19 Jahre als Moderator und war bisher der beliebteste

Auch diese Sendung kämpfte lange mit schlechten Einschaltquoten, bis diese in den 1970er und 1980er Jahren stiegen. Auch die Today Show kämpfte in diesen Jahren mit äußerst schlechten Einschaltquoten, vor allem nach der Entscheidung von Barbara Walters, die Today Show zu verlassen.
Anfang der 1980er Jahre gab es bei der Today Show starke personelle Schwierigkeiten und Einschaltquoten sanken drastisch. In diesen Jahren gelang es Good Morning America, zum ersten Mal Platz eins in den Einschaltquoten einzunehmen. 1987 zog sich der langjährige Moderator David Hartman nach über 3198 Sendungen zurück und wurde von Charles Gibson ersetzt.
Nun moderierten Good Morning America Charles Gibson und Joan Lunden, sie gelten als bisher beliebtestes Moderationsteam außerdem gelang es ihnen dauerhaft die Today Show bei den Einschaltquoten zu schlagen.
Auch in den 1990er Jahren ging es für Good Morning America mit ausgezeichneten Kritiken und Einschaltquoten weiter. Doch 1995 musste Good Morning America nach über 16 Jahren den ersten Platz wieder an die Today Show abgeben, die mit Katie Couric und Matt Lauer ein sehr starkes neues Moderatorenteam hatten. Am 5. September 1997 beschloss Lunden, die Sendung nach über 17 Jahren zu verlassen, sie wurde durch Lisa McRee ersetzt. Die Einschaltquoten stiegen wieder leicht bis 1998 Charles Gibson die Sendung verließ und durch Kevin Newman ersetzt wurde. Mit dem neuen Moderatorenpaar McRee und Newman waren viele nicht einverstanden, als Protest gegen die Moderatoren schalteten viele Zuseher um auf die Today Show, deren Einschaltquoten enorm stiegen.

### 1999–2006 Gibson & Sawyer & Roberts

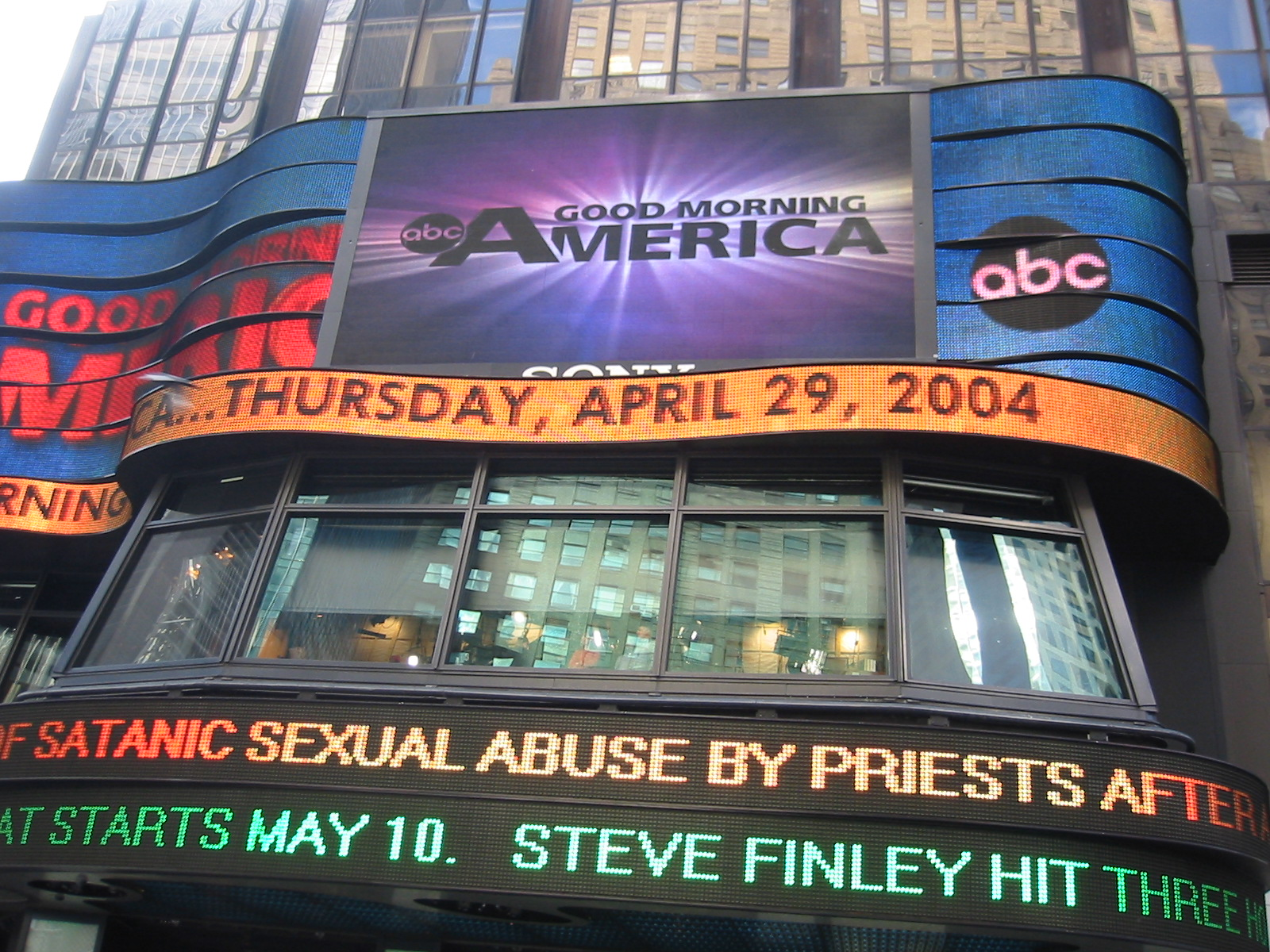
Seit 2004 das Studio für „Good Morning America“ am Times Square

1998 stieg Good Morning America auf Platz 3 in den Einschaltquoten ab und befand sich kurz vor der Absetzung. 1999 wurden Lisa McRee und Kevin Newman als Moderatoren gefeuert und durch Diane Sawyer und Charles Gibson ersetzt, der nach langem zögern wieder zur Sendung zurückkehrte. Man verließ das Studio immer öfters und hielt die Sendung an verschiedenen Schauplätzen ab, zum Beispiel kam die Sendung am 50. Jahrestag der Thronbesteigung von Königin Elisabeth live aus London.
Im Jahr 2000 steigerten sich die Einschaltquoten von Good Morning America um mehr als eine Million Zuseher, man schaffte es jedoch nicht, die Today Show zu überholen. 2004 zog man in ein neues modernes Studio am Times Square um. Am 23. Mai 2005 wurde die bisherige Nachrichtenmoderatorin Robin Roberts zur Hauptmoderatorin befördert. Am 3. November 2005 feierte die Show ihr 30-jähriges Bestehen, in dieser Sendung waren alle bisherigen Moderatoren anwesend und man blickte auf die schönsten Momente von 30 Jahren. Im Juni 2006 verließ Charles Gibson nach 19 Jahren Good Morning America, um die Abendnachrichten ABC World News zu moderieren, die Einschaltquoten sanken nur minimal.

### 2006–2009 Roberts & Sawyer
Anfang 2007 gab es Gerüchte, das Diane Sawyer Good Morning America verlassen würde, da sie nicht den Platz bei den Abendnachrichten bekam. 2006 kamen Sam Champion und Chris Cuomo zur Sendung dazu. 2008 gab es einige bedeutende Änderungen: Ein neues Logo und Studio, und man nutzte von nun an mit GMA eine Abkürzung für Good Morning America.

## Moderatoren

### Hauptmoderatoren

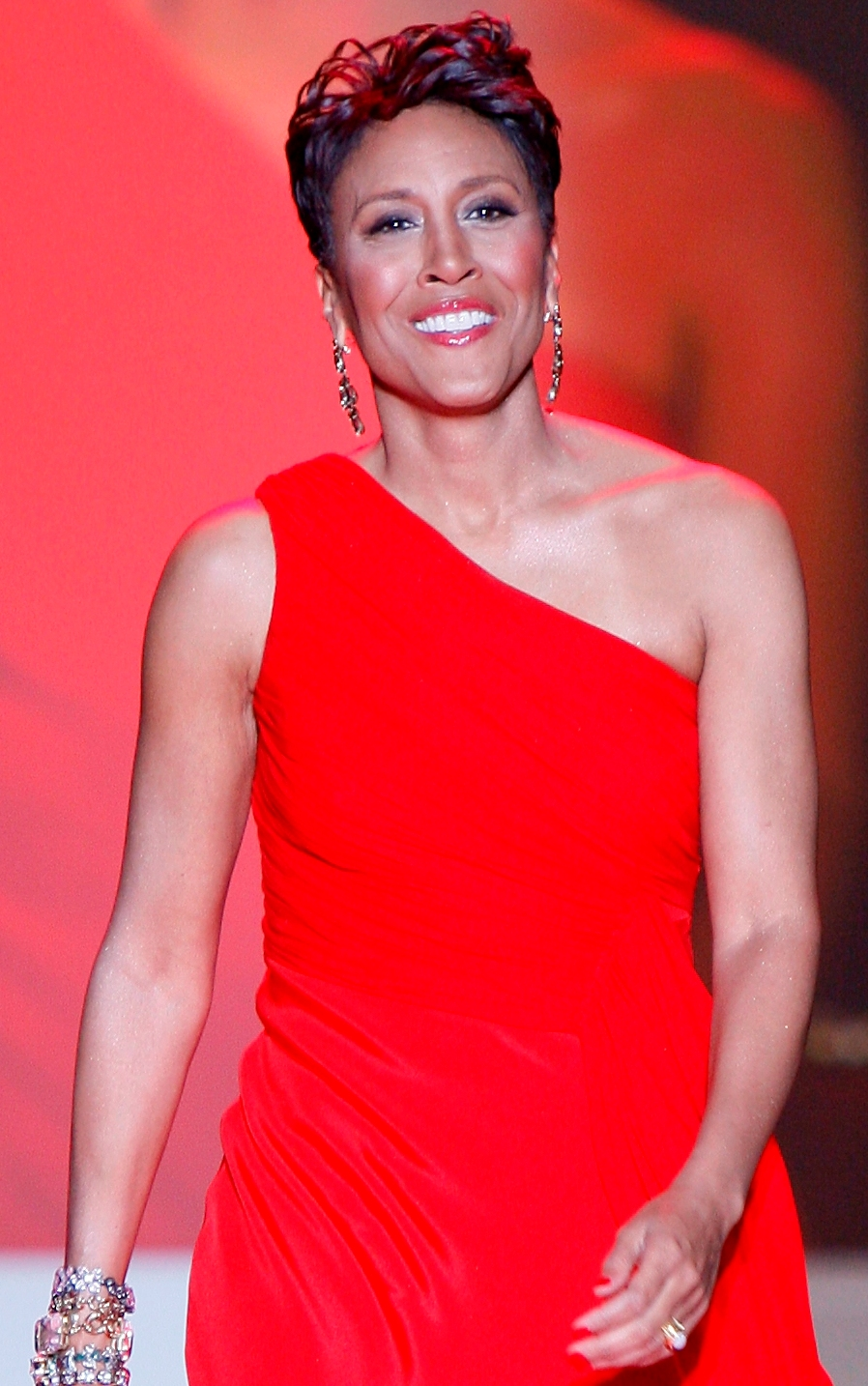
Robin Roberts seit 2005
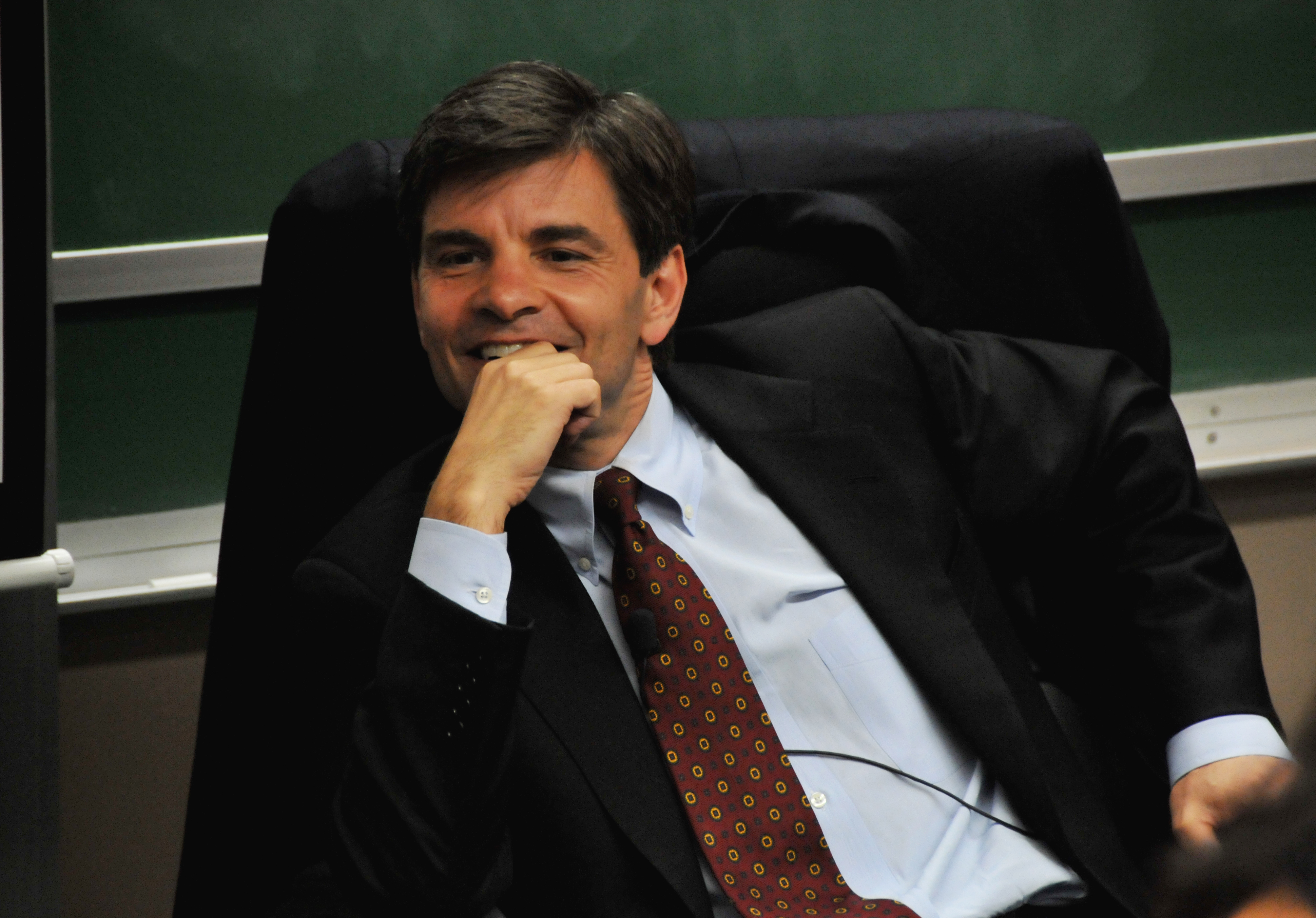
George Stephanopoulos seit 2009
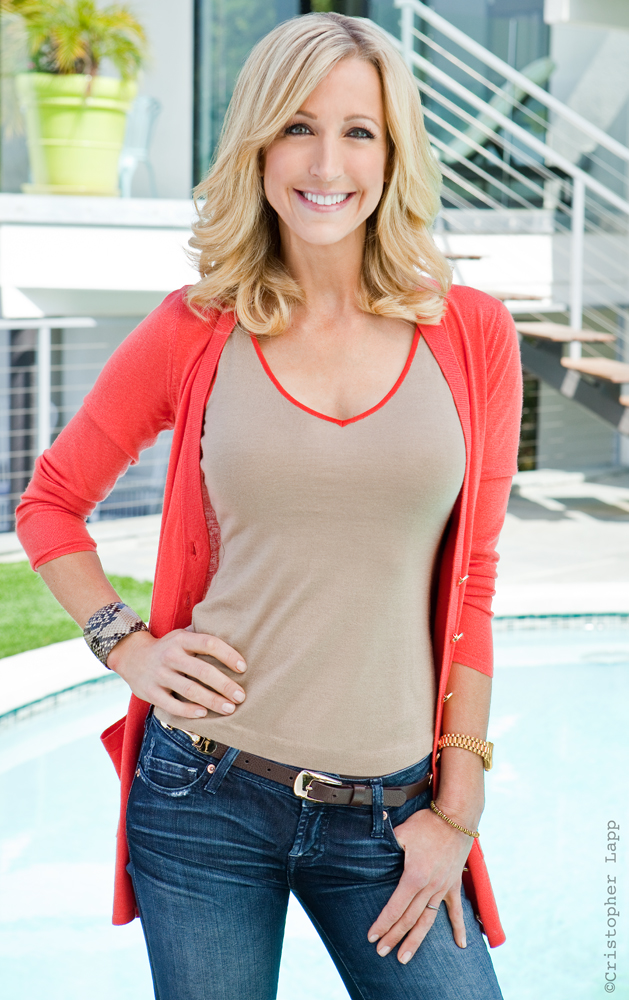
Lara Spencer seit 2014

| Aktuelle Moderatoren  |                       |
| Robin Roberts         | seit 2005             |
| George Stephanopoulos | seit 2009             |
| Lara Spencer          | seit 2014             |
| Ehemalige Moderatoren |                       |
| David Hartman         | 1975–1987             |
| Nancy Dussault        | 1975–1977             |
| Sandy Hill            | 1977–1980             |
| Joan Lunden           | 1980–1997             |
| Charles Gibson        | 1987–1998 & 1999–2006 |
| Lisa McRee            | 1997–1999             |
| Kevin Newman          | 1998–1999             |
| Diane Sawyer          | 1999–2009             |

### Nachrichtenmoderatoren

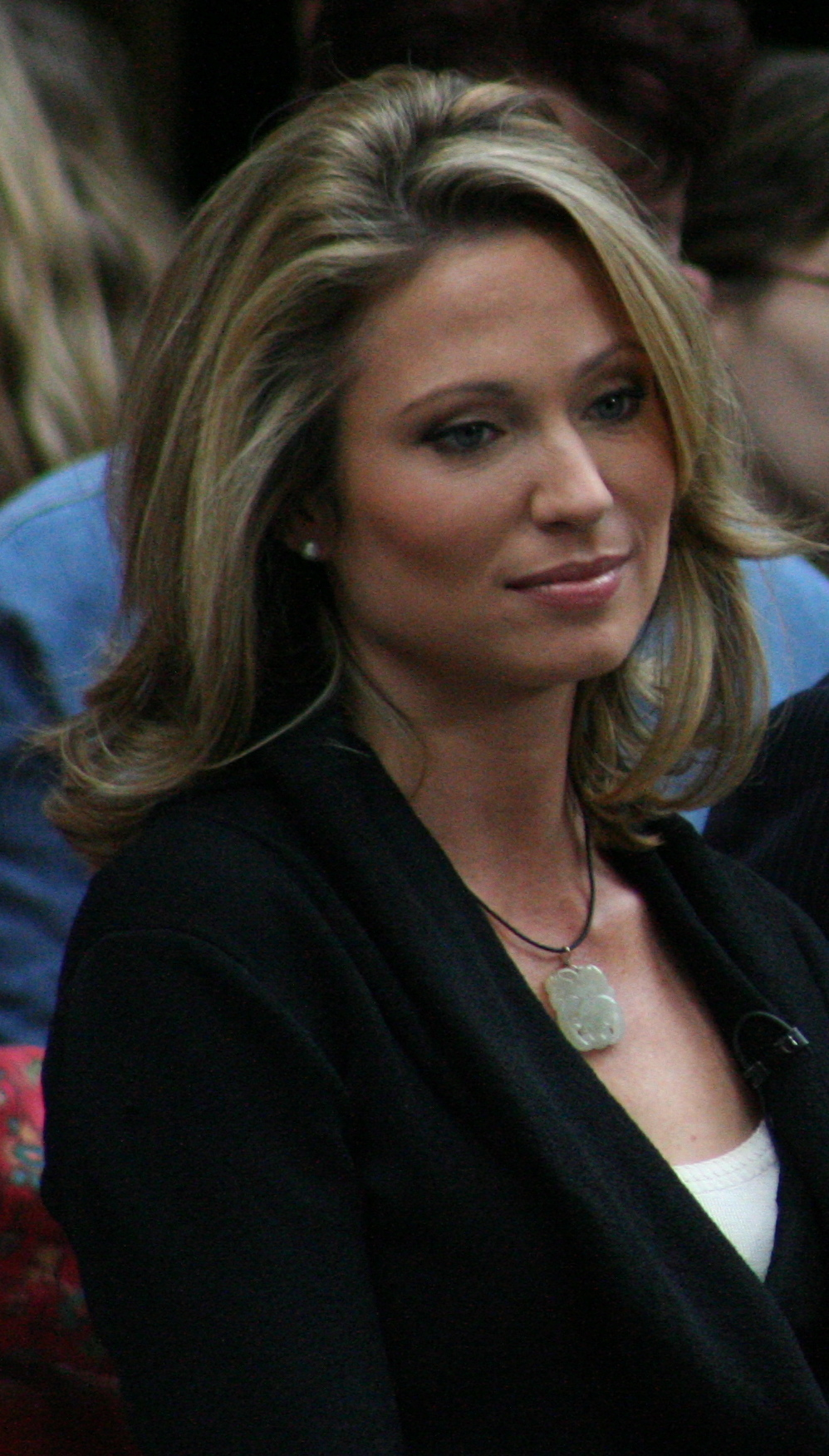
Amy Robach seit 2014

| Aktuelle Moderatoren  |           |
| Amy Robach            | seit 2014 |
| Ehemalige Moderatoren |           |
| Steve Bell            | 1975–1986 |
| Margaret Osmer        | 1975–1979 |
| Kathleen Sullivan     | 1985–1987 |
| Forrest Sawyer        | 1988–1989 |
| Mike Schneider        | 1989–1993 |
| Morton Dean           | 1993–1996 |
| Elizabeth Vargas      | 1996–1997 |
| Robin Roberts         | 2002–2005 |
| Chris Cuomo           | 2006–2009 |
| Juju Chang            | 2009–2011 |
| Josh Elliott          | 2011–2014 |

### Wettermoderatoren
| Aktuelle Moderatoren  |           |
| Ginger Zee            | seit 2014 |
| Ehemalige Moderatoren |           |
| John Coleman          | 1975–1982 |
| Dave Murray           | 1983–1985 |
| Spencer Christian     | 1986–1998 |
| Tony Perkins          | 1999–2005 |
| Mike Barz             | 2005–2006 |
| Sam Champion          | 2006–2013 |